# Burchard Robert Alexander von Schrenck
Burchard Robert Alexander von Schrenck (* 2. August 1865 bei Sankt Petersburg; † 13. November 1929 in Riga) war ein deutschbaltischer Statistiker.

## Leben
Von 1884 bis 1888 studierte er an der Kaiserlichen Universität Dorpat und von 1888 bis 1889 in Berlin. In Riga war er von 1890 bis 1897 Archivar des Stadtamts, von 1896 bis 1901 Sekretär der Sanitätskommission und von 1902 bis 1913 Direktor des Statistischen Amtes des Stadt. Von 1907 bis 1913 war er auch Sekretär der Gesellschaft für kommunale Sozialpolitik. Seit 1920 war er wissenschaftlicher Hilfsarbeiter am Statistischen Amt der Stadt.

## Schriften (Auswahl)
- Motive und Erläuterungen zum Project einer Communal-Einkommensteuer für Riga. Riga 1906, OCLC 245800531.
- Zur Frage der kommunalen Wertzuwachssteuer mit besonderer Beziehung auf Riga. Riga 1907, OCLC 833067000.
- Zur Frage des Geburtenrückganges und der sinkenden Sterblichkeit. Riga 1914, OCLC 670418005.
- Von Natur und Menschenherz. Gedanken in Versen. Riga 1926, OCLC 1050752751.